# Stopsley
Stopsley – dzielnica w Anglii, w Bedfordshire, w dystrykcie (unitary authority) Luton. W 2011 miejscowość liczyła 7021 mieszkańców.